# The Newlywed Game
The Newlywed Game est un jeu télévisé américain diffusé du 13 février 1984 au 17 février 1984 sur ABC[pas clair].

## Concept
De jeunes couples mariés répondaient à des questions pour savoir qui de l'homme ou de la femme connaissait mieux l'autre.

## Règles du jeu
Le premier round : la femme quittait le plateau et 4 questions étaient posées au mari. La femme revenait alors sur le plateau et elles répondaient elle aussi au même 4 questions. Le mari donnait ensuite ses 4 réponses écrites sur une carte bleue, chaque bonne réponse rapportait 5 points.
Les rôles étaient inversés dans le second round, toutefois les questions valaient, pour les 3 premières 10 points chacune et pour la dernière 25 points.
Le couple avec le score le plus élevé à ce stade du jeu gagnait un prix "choisi juste pour vous". Le couple donnait ensuite une estimation du nombre total de points qu'ils allaient avoir à la fin de l'émission. Le couple le plus proche gagnait. Il est possible que des couples atteignent les 75 points, cela est arrivé quelques fois.
Le grand cadeau n'était jamais une voiture, mais ce pouvait être des meubles, un voyage (avec bagages et appareils photo), une moto, etc. Dans la seconde édition de l'émission en 1997, le grand prix était toujours un voyage (une seconde lune de miel).

### La version de Gary Kroger
Quand Gary Kroger du Saturday Night Live reprit l'émission en automne 1996, elle fut reformatée. Cette fois, 3 couples étaient en compétition dans une série de rounds.
Round 1
Une vidéo était montrée à un des conjoints. La vidéo était arrêtée près de la fin pour donner une chance de deviner ce que l'autre conjoint avait répondu. Ensuite la vidéo recommençait et chaque réponse correcte valait 10 points. Le mari passait en premier puis les rôles étaient inversés.
Round 2
Kroger posait diverses questions à un des conjoints, l'autre conjoint avait auparavant donné les réponses à celle-ci en essayant de deviner ce que l'autre répondrait, puis celui que Kroger interrogeait devait répondre la même chose que les réponses prédonnées. Là encore, chaque question valait 10 points. En premier les femmes devinaient les réponses puis l'inverse.
Round 3
Dans ce round les femmes ont donné avant le début de l'émission des faits étranges les concernant. Des écouteurs étaient ensuite placés sur la tête du mari où un enregistrement donnait les divers faits plus des pièges et il devait dire "THAT'S MY WIFE!" ("C'est ma femme!") lorsqu'il pensait que c'est bien elle qui avait fait ce qu'il a entendu. Chaque bonne réponse rapportait 10 points, mais les mauvaises en enlevaient 10 points.
Round 4
Dans le round final, Kroger lisait différents choix (ex: Bonbons ou Chips, Moutarde ou Ketchup, sel ou poivre,...). Les femmes tenaient dans leurs mains les divers choix qu'elles avaient faits et leurs maris devaient deviner lequel c'était. Chaque question valait dix points de plus que la question précédente sauf la dernière, soit:
- Question 1 - 10 points
- Question 2 - 20 points
- Question 3 - 30 points
- Question 4 - 40 points
- Question 5 - 50 points
- Question 6 - 60 points
- Question 7 - 100 points

Le couple avec le plus de points gagnait.

## Autour du jeu
Produite par Chuck Barris, l'émission devint célèbre du fait que les mauvaises réponses des candidats entrainaient des divorces.